# عبد الله القحطاني (لاعب كرة قدم مواليد 1990)
عبد الله شعفان القحطاني (مواليد 30 أكتوبر 1990) هو لاعب كرة قدم سعودي يلعب حالياً في نادي المطوع.

## مسيرة اللاعب
لعب سابقاً في نادي العرض ونادي الكوكب ونادي الفيحاء ونادي الرياض ونادي الدرع ونادي عفيف ونادي الشرق والنادي العربي ونادي الشعلة ونادي النهضة ونادي الزلفي ونادي المطوع.